# Orgue de la Parròquia de Sant Joan Baptista de Calvià
L'orgue de la parròquia de Sant Joan Baptista de Calvià és un instrument inaugurat l'any 1910. L'anterior havia estat adquirit pel temple el 1842.

## Història
El primer document que coneixem data de 1739: “per completes, ofici, processó, lo organista i secristà. 1 ll. 1 s.”
El 9 d'abril de 1842 l'ajuntament va decidir adquirir l'orgue de l'antic convent de Jesús extramurs. A la mateixa reunió es parla del fet que “l'orgue que hi ha és molt petit i pot servir per a Es Capdellà”. L'orgue de Jesús fou adquirit en una subhasta el dia 19 del mateix mes per 50 lliures i 2 sous. Aquest instrument havia estat construït per Fra Vicenç Pizà. Efectuà el trasllat i la instal·lació l'orguener Antoni Portell i Fullana, qui el 25 de juliol de 1843 cobrà 150 lliures per la feina.
Uns anys després Joan Puig i Caldés dotà l'instrument de manxes noves, que costaren 80 escuts. Cap a l'any 1871 el mateix mestre traslladà les manxes de lloc. Encara el mateix orguener va tornar a intervenir: “trescientos reales importe de las trompetas (sic) de medio registro flautado, su colocación y armonia con la otra mitad y afinación general… Palma 10 Diciembre 1879. Joan Puig y Caldés”.
L'orgue actual fou construït pels orgueners Antoni i Miquel Cardell de Llucmajor i s'inaugurà el 24 d'abril de 1910 amb un pontifical del Bisbe Campins.
L'any 1971 va esser restaurat per Gerhard Grenzing, i el dotà de motor amb ventilador. Aquesta reforma costà 48.500 ptes. i fou inaugurada el 19 de setembre del mateix any, amb un concert de l'organista Mossèn Antoni Matheu.
L'any 1996 Pere Reynés començà una altra restauració completant ells jocs que li mancaven.

## Situació i estat actual[1]
L'instrument està situat al racó esquerre del cor, sobre la porta principal. La consola està al costat de l'instrument. Funciona bé.

## Descripció de la consola
L'orgue disposa de 2 teclats de 54 notes (C-f) sense partició. El Pedal consta de 12 botons amb acoblament permanent al manual. Aquesta n'és la disposició:

### Disposició
| \| - Flautado - Octava real - Octavín - Ple - Tolosana - Violón \| - Flautat fusta - Contres - Trompeta Batalla - Bajoncillo-clarín - Trémolo - Engan(che). \| | - Bordó - Cimbalet - Quincena - Octava real - Voz celeste - Viola de gamba - Oboè - Trompeta real |
| - Flautado - Octava real - Octavín - Ple - Tolosana - Violón                                                                                                   | - Flautat fusta - Contres - Trompeta Batalla - Bajoncillo-clarín - Trémolo - Engan(che).          |

## Secrets

### Orgue major
Segueix l'ordre cromàtic:
- El primer joc per la part de la cara és el Flautat 8'. Les 7 primeres notes (C-Fs) són de fusta i van al costat del salmer amb repetidors pneumàtics molt primitius i sense escapament. Les 13 següents (G-g) van postades a la cara.
- El segon joc és l'Octava 4'. Els 8 primers tubs (C-G) van posats a la façana.
- El tercer joc és l'Octaví 2' amb tubs de principal.
- El quart joc és Tolosana de mà dreta: 2 ⅔' + 2' + 1 ⅗'. Els seus tubs són nous.
- El cinquè joc és el Ple de tres regles que comença amb 1 ⅓' + 1' + ⅔' amb les seves reiteracions. Els seus tubs són nous.
- El sisè joc és el Violó 8' amb tubs de fusta. Els 4 primers (C-Ds) van posats. A partir de la nota H tenen dues boques oposades, fet únic dins l'orgueneria mallorquina, que dona a aquest joc una especial sonoritat.
- El setè joc és el Flautat de fusta 16'. Aquest joc actualment no és operatiu perquè lleva vent als altres jocs. Els seus tubs són oberts excepte els de la primera octava (C-H) que són tapats i van a la paret posterior amb repetidor pneumàtic. Els 7 primers tubs de la segona octava (c-fs) són comuns amb el Flautat 8' i juntament amb els 5 següents van posats al costat del salmer, agafant el vent de la part inferior d'aquest. Aquest joc originalment sortia amb dos tiradors: un amb el nom de Flautat de fusta que començava a la segona octava i un altre amb el nom de Contres corresponent a les 12 primeres notes. El primer tirador fou anul·lat a la reforma de Gerhard Grenzing deixant només el segon per poder utilitzar-lo amb l'acoblament de pedal. A la reforma de Pere Reynés el segon tirador també va esser anul·lat connectant els tubs directament a un secret de pedal.
- El vuitè joc és Trompeta real 8' (mal anomenada Batalla al tirador).
- El darrer joc és el Baixó 4' - Clarí 8'.

### Orgue de Dalt
- El primer, joc començant per la part de la façana, És el Bordó 8' de metall. Els seus tubs són nous amb els 12 primers de fusta postats.
- El segon joc és el Cimbalet II que comença amb ⅔' + ½' amb les seves repeticions. Els seus tubs són nous.
- El tercer joc és la Quincena 2' també amb els tubs nous.
- El quart joc és la Octava 4'.
- El cinquè joc és la Veu Celeste 8' que com és habitual comença a cº.
- El sisè joc és la Viola de Gamba 8'.
- El setè joc és l' Oboè 8' que comença a cs' i té els baixos comuns amb la Gamba.
- El vuitè joc és la Trompeta Real 8'.

## Dades tècniques
Crida l'atenció als dos secrets la possibilitat de partició entre c'/cs'. La caixa de l'arca d'Ecos ha estat desmuntada segurament perquè canti millor i per poder afinar millor els dos jocs de llengüeta.